# Пламен Галев
Пламен Галев е известен български престъпник и бизнесмен от град Дупница. Заедно с Ангел Христов са наричани „Братя Галеви“ без да имат кръвна връзка.

## Биография
Пламен Галев е роден на 23 ноември 1967 г. в Кърджали. След казармата постъпва в системата на МВР. Тогава е само на 20 години. Става сержант в РПУ – Станке Димитров. Показва качества и е изтеглен в Специализирания отряд за борба с тероризма в София. Там се засича с Ангел Христов, който е постъпил през 1990 г., също на 20 г. Взводен командир на Галев и Христов е арестуваният през 2010 г. Алексей Петров, подсъдим по делото „Октопод“.
Галев и Христов напускат отряда на баретите със скандал в средата на 90-те. След това Пламен Галев става оперативен работник в ГДБОП, а Ангел Христов е назначен също като разузнавач в звеното на службата в Кюстендил. Галев напуска МВР през 1997 г., а Христов година по-късно.
През 2000 г. се връщат в България и се установяват в дупнишкото с. Ресилово. Там изграждат огромна резиденция. Регистрират първата си фирма за транспорт по суша, въздух и море.
През 2009 г. регистрират няколко общи фирми с Христофорос Аманатидис - Таки.
Освен двете офшорки Пламен Галев и Ангел Христов са собственици и управители на още няколко фирми. Започват съдружие с няколко фирми, контролирани от Васил Божков. Предметът на дейност е пътно строителство. Техни приближени участват в управлението на няколко подобни структури, сред които „Автомагистрала Струма“ АД и „Пътища Самоков“ ДЗЗД. Покрай Васил Божков се сдружават с Таки и Феодор Феодоров – Голямата Федка от Перник. Точно една от фирмите им с последния става обект на данъчна проверка след ареста на Пламен Галев през 2008 година. Започват да ровят в документацията на дружеството и начисляват ДДС за довнасяне в размер на 70 хиляди лева. С Таки и Федката Галеви имат обща фирма „Югозападна инвестиционна компания“. С нея участват в „Спортни съоръжения и системи“ заедно с бившия банкер и настоящ бизнесмен Георги Попов. Името на компанията се свързва със скандал за спорен имот. В „Инфра асет мениджмънт“ Галеви са партньори отново с пернишкия бизнесмен Феодор Феодоров. Срещу управителя на дружеството Веселин Пейчев има обвинение, че е укрил корпоративен данък от 600 хил. лева.
През 2009 г. се кандидатира за депутат, но безуспешно. През 2012 г. е признат за участник в организирана престъпна група и осъден на пет години в затворническо общежитие, след което заедно с Ангел Христов е обявен за международно издирване, за да изтърпи наказанието си.
Женен е, с две деца от този брак, но с жена му са разделени. Към края на 2010 г. чакат дете с неговата дългогодишна приятелка.
В края на 2008 г. в предаването „Тази сутрин“ на Би Ти Ви Ангел Христов нарича „идиоти“ общинските съветници от Атака Методи Стойнев и Милен Попов и бившия кмет на Дупница от БСП Първан Дангов. Впоследствие Пламен Галев се солидаризира с Христов по този въпрос в местна телевизия. Общинските съветници завеждат дело и през декември 2011 осъждат Братя Галеви да им заплатят 8000 лв. за обидата.
Пламен Галев е арестуван през декември 2008 година заради заплахи срещу журналистка. През 2009 г. е заведено дело срещу него за изнудване, средна телесна повреда и принуда. През 2009 г. Галев е кандидат за депутат и е пуснат под гаранция от 50 000 лева. През 2010 г. Окръжният съд в Кюстендил го оправдава.
През юли 2011 г. Пламен Галев е признат за виновен за организиране на престъпна група от Софийския апелативен съд и е осъден на седем години затвор. През декември същата година Върховният касационен съд започва разглеждането на делото. Неговото решение е произнесено през май 2012 г. – състав на ВКС с председател съдия Савка Стоянова намалява присъдата на Пламен Галев на пет години, които той трябва да изтърпи в затворническо общежитие от открит тип при първоначален общ режим. Пламен Галев и Ангел Христов са обявени за издирване, след като изчезват преди да влязат в затворническото общежитие. През декември 2015 г. ключов свидетел по делото срещу тях е открит мъртъв.